# Fouquieria columnaris
Fouquieria columnaris, biljna vrsta u pustinjama poluotoka Baja California. To je sukulentno drvo visine do 20 metara 870 stopa), čije grane strše pod pravim kutom, a obraslo je sitnim lišćem. Cvate u ljeto i jesen kremasto žutim cvjetovima.
Na španjolskom jeziku poznato je kao cirio ('svijeća'; zbog svoga oblika) i boojum drvo, a Indijanci Seri, koji su ga navodno donesli i presadili u Sonoru, nazivaju ga cototaj, a prema njihovom vjerovanju, ako ga se dira, može izazvati snažne vjetrove ili kišu

## Opis
“Boojum drvo”, (Fouquieria columnaris), neobično je cvjetajuće drvo iz porodice Fouquieriaceae, endemsko za pustinje Donje Kalifornije i malog područja Sonore u Meksiku. Zanimljivo, podsjeća na vitku naopako okrenutu mrkvu, visoku do 15 metara (50 stopa) i prekrivenu bodljikavim grančicama koje nose žućkaste cvjetove u visećim grozdovima. Kao i kod njegovog rođaka “ocotilla” (Fouquieria splendens), mali listovi pojavljuju se nakon kiše i olistaju u suši, što znači da otpadaju tijekom sušne sezone kako bi ograničili gubitak vode. Zelenkaste stabljike izvode većinu fotosinteze za proizvodnju hrane. Nabrekla baza debla često je šuplja i predstavlja stanište pčelama; drvo je donekle spužvasto i zadržava vodu. “Stablo boojum” ponekad se sadi u južnoj Kaliforniji i Arizoni kao zanimljivost krajolika; male biljke mogu se uzgajati u zatvorenom prostoru.
- F. columnaris
- F. columnaris
- F. columnaris, listovi
- F. columnaris, cvjetovi